# Рейн, Фриц
Фриц Рейн (нем. Fritz Rhein; 20 марта 1873, Штеттин, Германская империя — 30 июня 1948 г. Варендорф, ФРГ) — немецкий художник.

## Жизнь и творчество
Фриц Рейн изучал живопись первоначально в Академии изящных искусств в Касселе, затем — в мюнхенской Академии художеств. В 1899 году ему присваивается Берлинской художественной академией Римская премия. Входил в число живописцев, участвовавших в движении Берлинского сецессиона и Мюнхенского сецессиона. В 1914 году, вместе с группой других художников, выходит из Берлинского сецессиона. В марте 1914 года эти живописцы образуют новое общество, «Свободный сецессион», с почётным президентом — известным берлинским жанровым художником Максом Либерманом, которое существовало вплоть до 1924 года. В годы Первой мировой войны Фриц Рейн работает в ряде популярных листков, освещающих события на фронте (Военное время (нем. Kriegszeit), Рисовальщик (нем. Der Bildermann).  В 1920-е годы писал также портреты и пейзажи. Был членом Германского союза художников (нем. Deutscher Künstlerbund).
С приходом к власти в Германии национал-социалистов Фриц Рейн становится одним из востребованных живописцев. Он участвует в ежегодных Больших немецких художественных выставках в Мюнхене, где экспонировались в 1937—1944 годах в общей сложности 13 его полотен, в том числе портрет генерал-фельдмаршала Вермахта Августа фон Макензена. В 1943 году он награждается престижной медалью Гёте за искусство и науку. В августе 1944 года он был включён А. Гитлером в число деятелей искусств Германии, внесённых в список Gottbegnadeten-Liste.

## Галерея

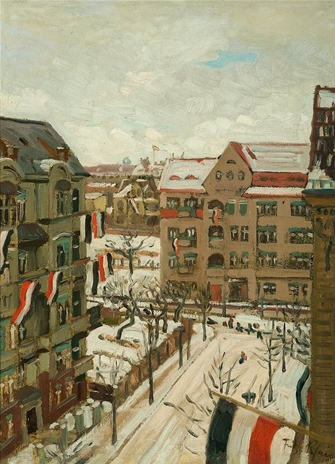
Зимняя улица (1915).
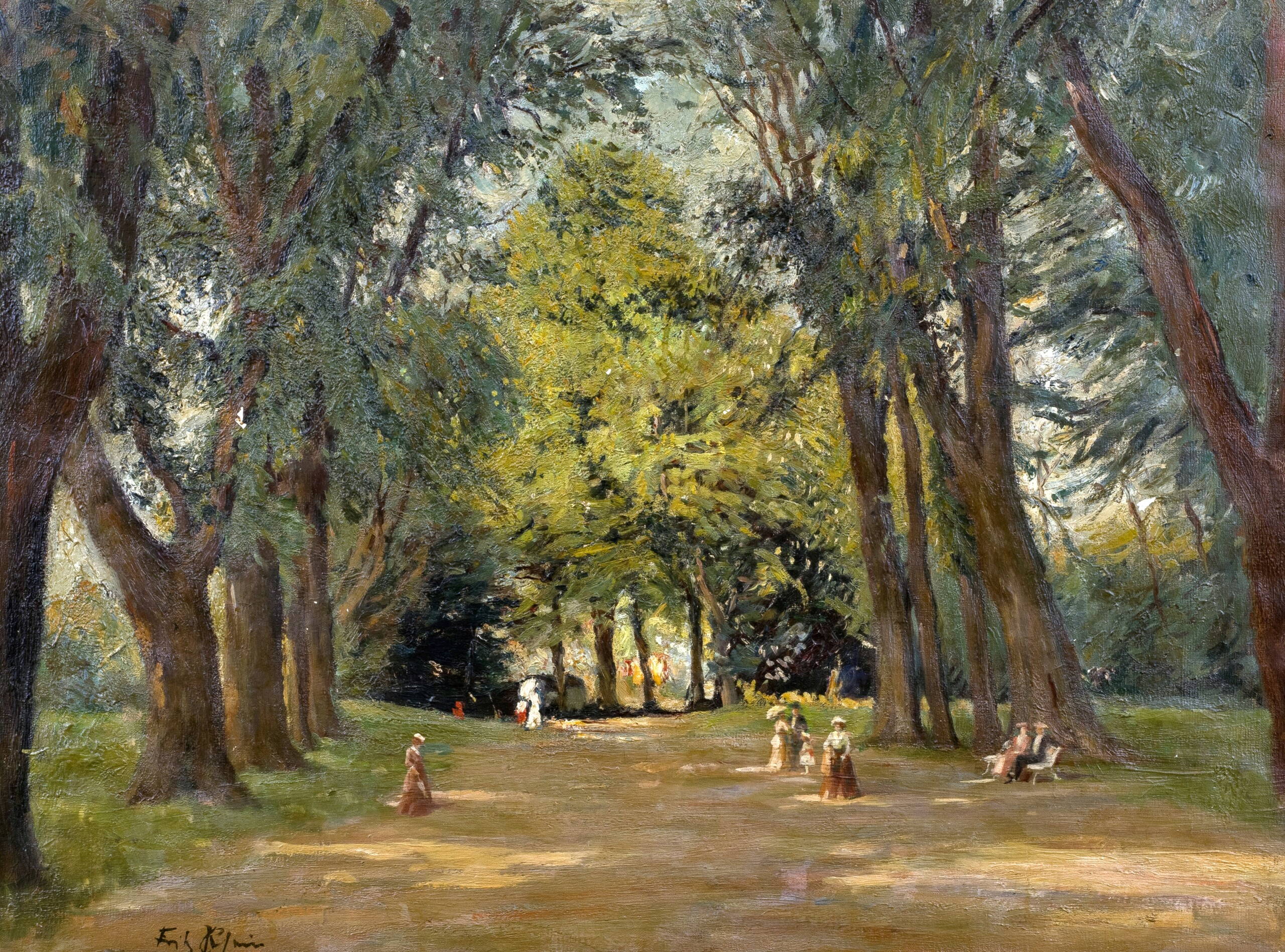
Лето в парке.
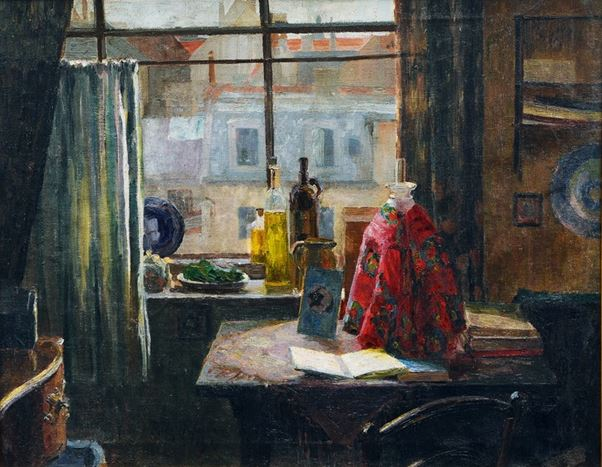
В комнате (1913).
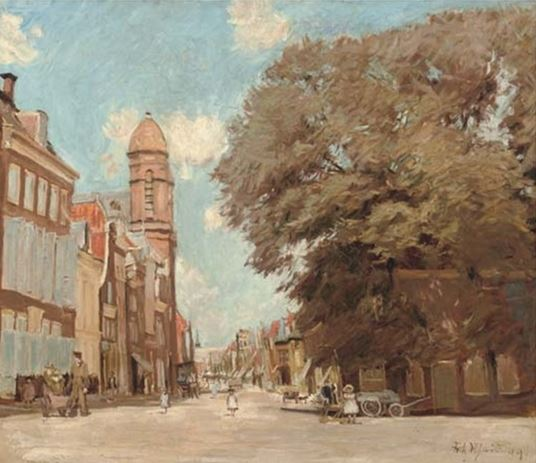
Рыночная площадь в Хоорне (1909).
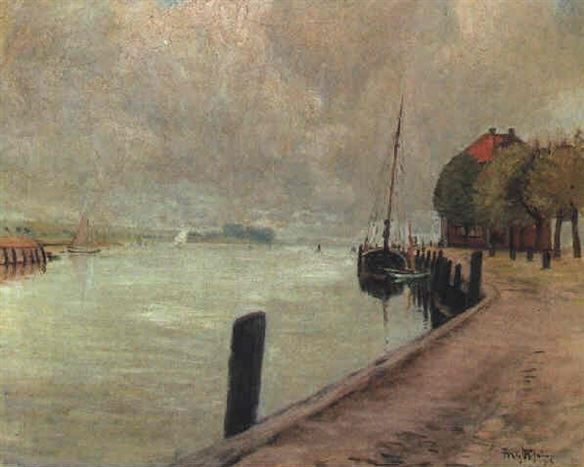
Канал. Пейзаж (1919).